# Marzahne
Marzahne [maʁˈʦaːnə] ist ein Ortsteil der Stadt Havelsee im Landkreis Potsdam-Mittelmark, Land Brandenburg, und Teil des Amtes Beetzsee. Es liegt nördlich der Stadt Brandenburg an der Havel an den Landesstraßen 98 und 99. 2008 wechselte Marzahne von der Gemeinde Beetzsee in die 2002 gegründete Stadt Havelsee. Es liegt im Osten des Stadtgebietes.

## Geschichte
Bereits in vorgeschichtlicher Zeit war die Gegend von Menschen bewohnt. Anhand archäologischer Funde konnten Besiedlungen des Raums spätestens seit der mittleren Steinzeit nachgewiesen werden.
In seinem Werk Germania beschreibt Tacitus die Gegend östlich der Elbe bis an die Oder als Siedlungsgebiet des suebischen Stamms der Semnonen. Bis auf wenige Restgruppen verließen die Semnonen noch vor beziehungsweise spätestens während der Zeit der Völkerwanderung ab dem 3. beziehungsweise 4. Jahrhundert ihr altes Siedlungsgebiet an der Havel in Richtung des Rheins. Ab dem 6. Jahrhundert zogen slawische Stämme aus dem Osten kommend in den nach der Abwanderung der Germanen seit etwa hundertfünfzig Jahre weitgehend siedlungsleeren Raum. Reste germanischer Bevölkerung gingen in der slawischen Mehrheitsbevölkerung auf.
Das Dorf Marzahne wurde als Marzane erstmals 1186 gemeinsam mit Hohenferchesar urkundlich erwähnt. Marzahne lag bis zu dessen Auflösung 1571 im Hochstift Brandenburg, dem Fürstentum des Brandenburger Bischofs. Der Name Marzahne leitet sich vermutlich vom polabischen Wort morcane (Sumpf) ab. Zur Zeit seiner Ersterwähnung hatte der Ort eine Kapelle, die Filialkirche Hohenferchesars war und dem Domkapitel Brandenburg gehörte. Im Jahr 1194 übertrug der Bischof von Brandenburg dem Domkapitel nach dem Tod des Vorbesitzers Rudolf von Jerichow das gesamte Dorf Merscane. Der Ritter Daniel von Mukede schenkte 1215 dem Domkapitel sechs Hufen Land in Marzahne „zur Unterhaltung eines ewigen Lichts“. 1217 wurde an Stelle der Kapelle eine Kirche gebaut. 1375 gab es in Mertzane 30 Hufen Land und Claus Bochow war Lehnsnehmer der Domkapitels. Im Laufe der Jahrhunderte änderte sich der Name des Dorfes mehrmals von Marzane über Merscane, Mertzane, Merzane, Marczan zum heutigen Marzahne. 1933 hatte der Ort noch 385 Einwohner. Bis 1939 sank die Zahl auf 375.
Politisch gehörte Marzahne seit 1815 zur damals neugegründeten preußischen Provinz Brandenburg. Ein Jahr später wurde der Landkreis Westhavelland gegründet, dem der Ort angegliedert war. Nach dem Zweiten Weltkrieg und der Gründung der DDR 1949 wurde Marzahne mit allen heute zu Havelsee gehörenden Orts- und Gemeindeteilen 1952 dem Landkreis Brandenburg, der 1993 im Kreis Potsdam-Mittelmark aufging und damit dem neuen Bezirk Potsdam, der bis 1990 bestand, zugeordnet. Ab dem 1. Februar 2002 bildete Marzahne zusammen mit den Orten Brielow und Radewege die neue Gemeinde Beetzsee. Am 1. Januar 2008 wechselte Marzahne als jüngster Ortsteil zur Stadt Havelsee.
| Jahr | Einwohner |
| ---- | --------- |
| 1875 | 457       |
| 1890 | 446       |
| 1910 | 437       |
| 1925 | 381       |
| 1933 | 385       |

| Jahr | Einwohner |
| ---- | --------- |
| 1939 | 375       |
| 1946 | 443       |
| 1950 | 463       |
| 1964 | 339       |
| 1971 | 331       |

| Jahr | Einwohner |
| ---- | --------- |
| 1981 | 275       |
| 1985 | 267       |
| 1989 | 266       |
| 1990 | 259       |
| 1991 | 262       |

| Jahr | Einwohner |
| ---- | --------- |
| 1992 | 253       |
| 1993 | 251       |
| 1994 | 259       |
| 1995 | 252       |
| 1996 | 244       |

| Jahr | Einwohner |
| ---- | --------- |
| 1997 | 243       |
| 1998 | 241       |
| 1999 | 235       |
| 2000 | 234       |
| 2001 | 243       |

## Sehenswürdigkeiten
Der Chor der Dorfkirche Marzahnes stammt aus dem 13. Jahrhundert. Das Schiff und der spätgotische Kirchturm aus Backstein wurden später ergänzt. Nachdem die Dorfkirche 1608 ausgebrannt war, musste sie neu aufgebaut werden. In der Kirche befindet sich eine Kanzel aus dem Rokoko. Die Bleiverglasungen im Altarraum und hinter dem Kanzelaltar wurden nach Entwürfen von Hans-Joachim Burgert gefertigt.

## Naturschutzgebiet Marzahner Fenn und Dünenheide

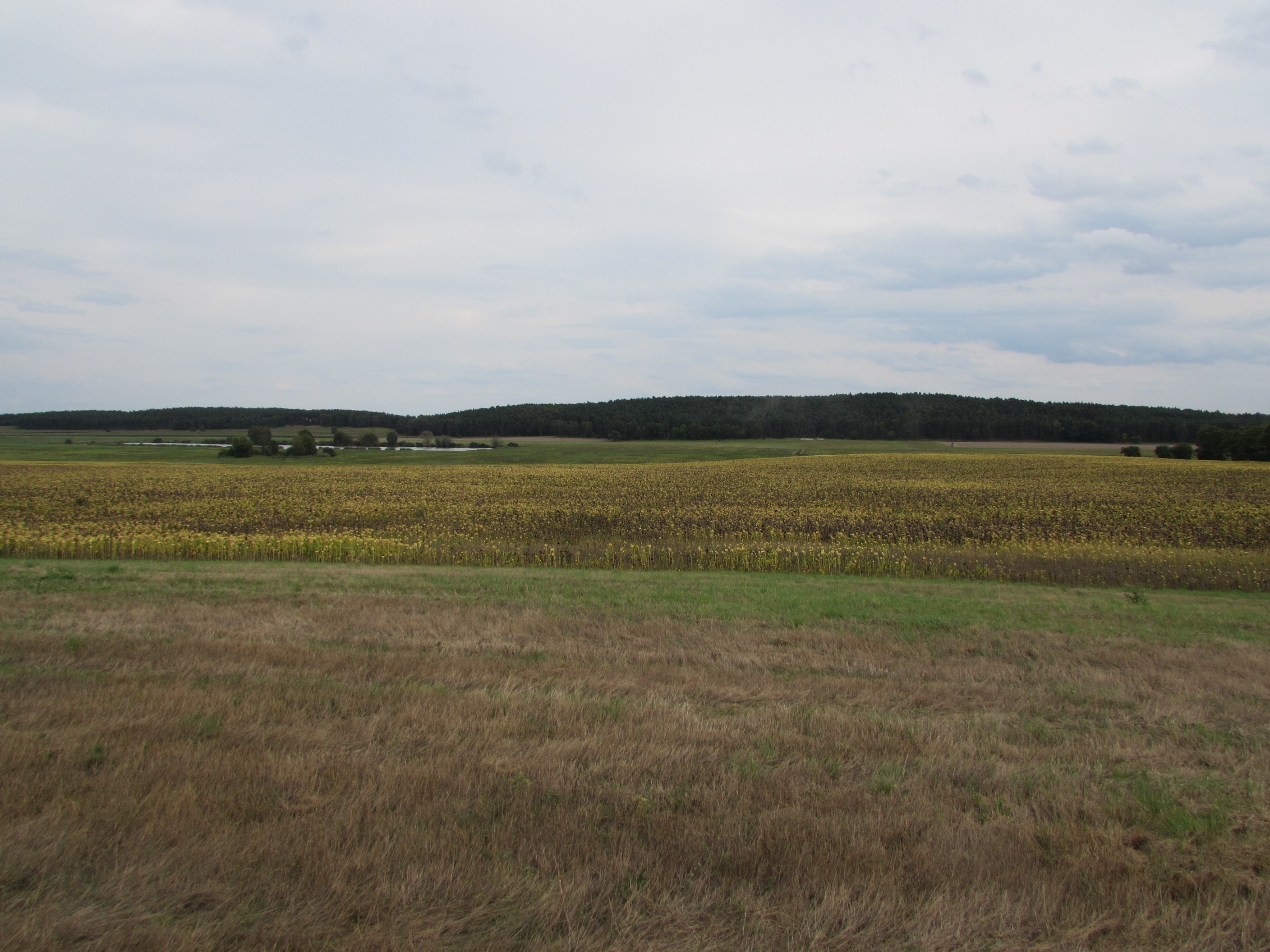
Das Marzahner Fenn

Das eiszeitliche Gletscherzungenbecken des Marzahner Fenns östlich von Marzahne ist Teil des Naturschutzgebietes Marzahner Fenn und Dünenheide. Dieses seit 1994 ausgewiesene 725 Hektar große Naturschutzgebiet zeichnet sich durch eine große Variation unterschiedlicher Lebensräume aus. Es gibt naturnahe Erlen- und Kiefernwaldgesellschaften auf nährstoffarmen Standorten, Wasserflächen, leichte Höhenzüge mit nur extensiv genutzten Trockentälern, sogenannte Zwergstrauch- und Dünenheiden, kleine Niedermoore, Feucht- und Nasswiesen. Aufgrund der unterschiedlichen Lebensräume lebt im Schutzgebiet eine Vielzahl von teilweise gefährdeten Pflanzen- und Tierarten. Beispielsweise gibt es gefährdete Vögel, Reptilien und Amphibien. Nach Angaben des Naturschutzbundes Deutschland gelten 78 von 156 der in Marzahner Fenn und Dünenheide nachgewiesenen Wirbeltierarten als gefährdet. Das Gebiet stellt ein Bindeglied zwischen Beetzsee und Riewendsee im Osten, der Havelniederung im Westen und dem Havelländischen Luch im Norden dar.
Tier und Pflanzenarten im Naturschutzgebiet:
- Fischadler, Schreiadler, Baumfalke, Bekassine, Wachtel, Kranich, Raubwürger.
- Zauneidechse, Ringelnatter
- Knoblauchkröte, Moorfrosch, Kammmolch
- Blutweiderich, Tausendblatt

Das Naturschutzgebiet Marzahner Fenn und Dünenheide ist Teilgebiet des europäischen Vogelschutzgebietes (SPA-Gebiet) Mittlere Havelniederungen und im nördlichen Bereich Teilgebiet des FFH-Gebiets Weißes Fenn und Dünenheide. Darüber gehört es zum europäischen Schutzgebietsnetz Natura 2000.

## Weißes Fenn Marzahne
Das Weiße Fenn Marzahne ist ein morastiges Feuchtgebiet, ein See und ein Flächennaturdenkmal in der Stadt Havelsee nördlich des Ortsteils Marzahne. Es entstand nach der letzten, der Weichselkaltzeit. Vorschiebende Eismassen schufen ein Pritzerber Gletscherzungenbecken ähnlich der parallelen Beetzseerinne oder dem Marzahner Gletscherzungenbecken. Im Bereich des Fenns formte das Gletschereis eine Senke, sodass Wasser nicht abfließen konnte und sich ein Feuchtgebiet bildete.